# När Harry träffade Sally...
När Harry träffade Sally... (engelsk originaltitel: When Harry Met Sally...; svensk videotitel: När Harry mötte Sally) är en amerikansk romantisk komedi från 1989 i regi av Rob Reiner, med manus av Nora Ephron. I huvudrollerna ses Billy Crystal och Meg Ryan.
Filmens mest kända scen är scenen där Sally demonstrerar en fejkad orgasm mitt i en restaurang i New York, Katz's.
År 2022 valdes filmen ut för att bevaras i National Film Registry av USA:s kongressbibliotek då den anses vara ”kulturellt, historiskt eller estetiskt betydelsefull”.

## Handling
Harry Burns och Sally Albright träffar varandra då han liftar med henne efter avslutade studier vid Chicagos universitet, för att etablera sig i New York. Hon irriterar sig på hans sätt och särskilt när han hävdar att två personer av olika kön inte kan vara vänner utan att det slutar med att de har sex. 
I New York skiljs de åt, men stöter ihop av en slump ett par gånger och trots motstånd, särskilt från hennes sida, utvecklar de en stark vänskap. De stöder varandra i med- och motgång i kärlek och förhållanden. De försöker para ihop den andre med sin respektive bästa vän, med det slutar med att vännerna istället blir tillsammans och utgör det stadiga paret, medan Harry och Sally fortsätter sitt sökande. 
Under filmen visas intervjuavsnitt med äldre par där paren beskriver hur de träffades. Intervjuavsnitten fungerar som tidsavdelare. Filmen slutar med att de två inser att de är förälskade i varandra och möts i en kyss på nyårsafton. Filmen avslutas med hur Harry och Sally beskriver sitt möte, att de först hatade varandra, sedan blev de bästa vänner och till sist förälskade sig i varandra.

## Rollista i urval
- Billy Crystal – Harry Burns
- Meg Ryan – Sally Albright
- Carrie Fisher – Marie
- Bruno Kirby – Jess
- Steven Ford – Joe
- Lisa Jane Persky – Alice
- Michelle Nicastro – Amanda Reese
- Kevin Rooney – Ira Stone
- Harley Kozak – Helen Hillson
- Franc Luz – Julian
- Estelle Reiner – äldre kvinnlig kund

## Musik i filmen i urval
Musiken på soundtracket framförs av Harry Connick, Jr., medan musiken i filmen framförs av olika artister:
- "Our Love Is Here to Stay" (George Gershwin, Ira Gershwin) – Louis Armstrong & Ella Fitzgerald
- "Let's Call the Whole Thing Off" (G. Gershwin, I. Gershwin) – Louis Armstrong & Ella Fitzgerald
- "Where or When" (Lorenz Hart, Richard Rodgers) – Ella Fitzgerald
- "But Not for Me" (G. Gershwin, I. Gershwin) – Harry Connick Jr.
- "Plane Cue & La Marseillaise" (Max Steiner) (från Casablanca (1942))
- "Autumn in New York" (Vernon Duke) – Harry Connick Jr. Trio
- "Winter Wonderland" (Felix Bernard, Richard B. Smith) – Ray Charles
- "I Could Write a Book" (Hart, Rodgers) – Harry Connick Jr.
- "The Surrey with the Fringe on Top" (Rodgers, Oscar Hammerstein II) – Billy Crystal & Meg Ryan
- "Stompin' at the Savoy" (Benny Goodman, Chick Webb, Edgar Sampson, Andy Razaf) – Harry Connick Jr. Trio
- "Have Yourself a Merry Little Christmas" (Ralph Blane, Hugh Martin) – Bing Crosby
- "Call Me" (Tony Hatch) – Billy Crystal
- "Don't Get Around Much Anymore" (Duke Ellington, Bob Russell) – Harry Connick Jr.
- "Isn't It Romantic" (Hart, Rodgers)
- "Auld Lang Syne" (Robert Burns) – Louis Armstrong
- "It Had to Be You" (Isham Jones, Gus Kahn) – Frank Sinatra

## Andra adaptioner
Under 2004 skapades det en teaterversion av filmen med bland andra Luke Perry och Alyson Hannigan. Ännu en version av filmen för teaterscenen hade den 14 december 2006 skandinavienpremiär på Stockholms stadsteater, då med Eva Röse och Jacob Eklund i titelrollerna och för regin stod Emma Bucht. Killinggänget gjorde en parafras på filmen i TV-filmen Ben & Gunnar – en liten film om manlig vänskap i serie Fyra små filmer. I den filmen träffas Ben och Gunnar när de samåker till Bruce Springsteens konsert på Ullevi 1985, de stör sig på varandra, blir vänner och förenas till sist i en kyss.